# مواكبة عائلة كارداشيان
مواكبة عائلة كارداشيان (بالإنجليزية:مواكبة عائلة كارداشيان)(غالبًا ما يتم اختصارها KUWTK) هي مسلسل تلفزيوني أمريكي واقعي يتم بثه على E! شبكة الكابل. يركز العرض على الحياة الشخصية والمهنية لعائلة كارداشيان وجينر المختلطة . نشأت فرضيتها مع Ryan Seacrest، الذي يعمل أيضًا كمنتج تنفيذي . تم عرض المسلسل لأول مرة في 14 أكتوبر 2007، وأصبح لاحقًا أحد أطول المسلسلات التلفزيونية الواقعية في الولايات المتحدة. بدأ الموسم الثامن عشر في 26 مارس 2020. في 27 فبراير، أكد كريس جينر في برنامج إلين دي جينيريس أن التصوير للموسم التاسع عشر، الذي عرض لأول مرة في 17 سبتمبر، قد بدأ.
تركز السلسلة بشكل أساسي على الأخوات كيم وكورتني وكلوي وأخواتهم غير الشقيقات كيندال وكايلي . كما يضم والديهم كريس وكايتلين وشقيقه روب . كما ظهر في العرض الأخريات المهمات من أخوات كارداشيان، بما في ذلك سكوت ديسك، صديق كورتني السابق، وزوج كيم السابق كريس همفريز، والزوج الحالي كاني ويست، وزوج كلوي السابق لامار أودوم، وصديقها السابق فرينش مونتانا، والحبيب السابق. -صديقها تريستان طومسون مع صديقة روب السابقة أدريان بيلون وخطيبها السابق بلاك شينا . قام ابن Caitlyn، Brody Jenner، بعمل حجاب في الموسم الأول، قبل الظهور بانتظام بين الموسمين الثامن والحادي عشر، إلى جانب الأخ براندون وزوجة براندون ليا . شارك في العرض صديق كيم جوناثان شيبان، وجدة الأم ماري جو «إم جي»، وصديقة كلوي مليكة حق.
تعرضت مواكبة عائلة كارداشيان لانتقادات شديدة منذ عرضها الأول. غالبًا ما يتم انتقاده بسبب الدرجة العالية من التركيز على مفهوم «الشهرة لكونه مشهورًا»، ولظهوره على أنه ملفق بعض جوانب قصته. لاحظ العديد من النقاد أيضًا افتقار العرض إلى الذكاء. ومع ذلك، اعترف بعض النقاد بمسلسل الواقع على أنه «متعة مذنب» واعترفوا بنجاح الأسرة. على الرغم من المراجعات السلبية، فقد نجح برنامج مواكبة عائلة كارداشيان في جذب نسبة مشاهدة عالية، وأصبح أحد أكثر برامج الشبكة نجاحًا وحصل على العديد من جوائز الجمهور .
أدى نجاح المسلسل أيضًا إلى إنشاء العديد من المسلسلات العرضية، بما في ذلك: كورتني وكيم تيك ميامي، كورتني وكيم تيك نيويورك، كلوي ولامار، كورتني وكلوي تيك ذا هامبتونز، داش دولز، روب وشينا، حياة كايلي، واقلبها مثل ديسك . كما قامت الشبكة ببث العديد من العروض التلفزيونية الخاصة التي تضم أحداثًا خاصة يشارك فيها أفراد الأسرة والأصدقاء.
في 8 سبتمبر 2020، أعلنت الأسرة عبر Instagram أن العرض سينتهي في عام 2021، بعد 20 موسمًا.

## نبذة عن البرنامج
روبرت كارداشيان (1944  –  2003) و كريستين هوتون (مواليد 1955) تزوج في عام 1978، وكان أربعة أطفال معا: بنات كورتني (مواليد 1979)، كيم (ولد في 1980)، و Khloe ل (مواليد 1984)، وابن روب (ولد في 1987 ). انفصل الزوجان عام 1991. في عام 1991، تزوج كريس من بطلة العشاري الأولمبية المتقاعدة كايتلين جينر (ولدت عام 1949 ؛ كانت تُعرف سابقًا باسم بروس جينر قبل أن تخضع لعملية انتقال بين الجنسين في عام 2015). في عام 1994، دخل روبرت في دائرة الضوء الإعلامي عندما دافع عن OJ Simpson لقتل نيكول براون سيمبسون ورونالد جولدمان خلال محاكمة OJ Simpson.  كان لدى كريس وكايتلين ابنتان معًا، كيندال (مواليد 1995) وكايلي (مواليد 1997). توفي روبرت في عام 2003، بعد ثمانية أسابيع من تشخيص إصابته بسرطان المريء.
بدأت أخوات كارداشيان في الظهور في دائرة الضوء الإعلامية في كثير من الأحيان. في أوائل العقد الأول من القرن الحادي والعشرين، عمل كيم كمساعد شخصي لوريثة الفندق ونجمة تلفزيون الواقع، باريس هيلتون. خلال عملها في هيلتون، طورت كيم لفترة وجيزة صداقة وثيقة للغاية مع هيلتون خلال فترة عالية من شهرة هيلتون. ساعدت هذه الصداقة في تعزيز شهرة كيم الشخصية من خلال السماح لها بالظهور من حين لآخر في حلقات برنامج هيلتون التلفزيوني The Simple Life . علاوة على ذلك، ضمنت الصداقة الوثيقة بين كيم وهيلتون ظهور كيم في الأماكن العامة، لا سيما في لقطات المصورين، مع هيلتون. عملت كيم أيضًا مع العديد من المشاهير الآخرين في أوائل العقد الأول من القرن الحادي والعشرين، مما زاد من شهرتها وعلاقاتها. والجدير بالذكر أنه في عام 2004، أصبح كيم مصممًا شخصيًا للمغني براندي نوروود . تطورت في النهاية لتصبح مصممة أزياء بدوام كامل، وكانت متسوقة شخصية ومصممة للممثلة والمغنية ليندسي لوهان.
خاض كلوي وكيم وكورتني المزيد من المغامرات في مجال الأزياء، حيث افتتحوا بوتيك داش للأزياء الراقية في كالاباساس، كاليفورنيا . طوال مسيرتها المهنية المبكرة، شاركت في بعض العلاقات رفيعة المستوى بما في ذلك شقيق براندي نوروود والمغني راي جيه، ثم المغني نيك لاتشي .  في عام 2006، لعبت كورتني دور البطولة في أول مسلسل تلفزيوني واقعي لها، Filthy Rich: Cattle Drive.
في فبراير 2007، تم تسريب شريط جنسي منزلي صنعه كيم مع راي جيه قبل سنوات. اشترت فيفيد انترتينمنت الحقوق مقابل مليون دولار وأصدرت الفيلم باسم كيم كارداشيان، Superstar في 21 فبراير.  رفع كيم دعوى قضائية ضد Vivid لملكية الشريط، لكنه أسقط الدعوى في أبريل 2007، واستقر مع فيفيد انترتينمنت مقابل 5 ملايين دولار. كان إصدار الشريط الجنسي مساهماً رئيسياً في ارتفاع شهرة كيم كارداشيان وعائلتها.

## قصة البرنامج
تركز السلسلة بشكل رئيسي على الأخوات كورتني، كيم، وكلزي ووالدتهما كريس كارداشيان وأخواتهن الغير شقيقات كيندال وكايلي جينر.  كما يضم والديهم المتحول جنسيًا كاتلين جينر، والأخ روب كارداشيان. وهناك أيضًا ظهور احباء الكارداشيانز، بما في ذلك حبيب كورتني السابق سكوت ديسك وزوج كيم السابق كانييه ويست وزوج كلوي السابق وخطيبة روب السابقة بلاك شاينا.
تلقى مواكبة كارداشيانز مراجعات نقدية سيئة للغاية منذ العرض الأول غالبًا ما يتم انتقاده بسبب درجة التركيز العالية على مفهوم «حياة الشهرة وكونك مشهور» لاحظ العديد من النقاد أيضًا افتقار العرض إلى الذكاء وقصة البرنامج السخيفة ولكن مع ذلك، فقد اعترف بعض النقاد بسلسلة الواقع على أنها «ممتعة» وأعترفو بنجاح العائلة.  على الرغم من المراجعات السلبية، إلا أن البرنامج حصل على نسبة مشاهدة عالية، وأصبح أحد أكثر برامج الشبكة نجاحًا وفاز بالعديد من الجوائز.
وقد أدى نجاح المسلسل بالإضافة إلى إنشاء العائلة العديد من المسلسلات الواقعية المنفصلة، بما في ذلك: "كورتني وكيم يذهبان لميامي" و " كورتني وكلوي يذهبان لنيويورك " و روب إند شاينا" و " حياة كايلي" كما بثت الشبكة العديد من العروض التلفزيونية المميزة التي تضم أحداثًا خاصة يشارك فيها أفراد الأسرة والأصدقاء.
على الرغم من ان تم عرض البرنامج على أنه «عرض واقعي» ويعرض حياة العائلة الحقيقة بدون تزيف، فمن المعروف على نطاق واسع أن العديد من المواقف في البرنامج تم التخطيط لها، بما في ذلك المشاكل بين العائلة، وعلاقاتهم، وحتى المنزل الذي يقال ان العائلة تعيش فيه ويعرض في كل حلقة فهو ايضًا مزيف أو تم تنظيمه يعد العرض أحد أطول المسلسلات التلفزيونية في الولايات المتحدة مع 17 مواسم وأكثر من 250 حلقة.

### الظهور
بدأت الأخوات كارداشيان الظهور في دائرة الضوء والشهر في وسائل الإعلام  في أوائل عام 2000، فكانت كيم تعمل كمساعدة شخصية لوريثة فنادق هيلتون ونجمة التلفزيون الواقع باريس هيلتون و خلال فترة عملها مع هيلتون، تطورت صداقة كيم مع باريس هيلتون واصبحأ صديقتان مقربتان، ساعدت هذه الصداقة في تعزيز شهرة كيم الشخصية من خلال ظهورها من حين لآخر في إحدى حلقات برنامج هيلتون «الحياة البسيطة» و علاوة على ذلك، كانت كيم ترافق باريس هيلتون في كل مكان كونها مساعدة شخصية لباريس هيلتون ومن خلال ظهورها في الأماكن العامة مع هيلتون كانت دائمًا يتم التقاط صور لها مع هيلتون مِن قبل المصورين،  عملت كيم أيضًا مع العديد من المشاهير الآخرين في أوائل عام 2000، مما زاد من شهرتها.
دخلت كل من كلوي وكيم وكورتني في عالم الأزياء، وفتحتاً مقر للأزياء الراقية في كالاباساس، كاليفورنيا ، كانت كيم على علاقة مع عدة فنانيين بارزين بما في ذلك شقيق براندي نوروود، والمطرب راي جي، وفي وقت لاحق كانت على علاقة مع المغني نيك لاتشي.  في عام 2006، لعبت كورتني دور البطولة في أول مسلسل تلفزيوني واقعي Filthy Rich: Cattle Drive
في فبراير 2007، تم تسريب شريط جنس تظهر فيه كيم وهي تمارس الجنس في غرفة مع راي جي قبل سنوات. اشترت فيفيد انترتينمنت حقوق الفيديو بمبلغ مليون دولار وأصدرت الفيلم باسم «كيم كارداشيان سوبرستار» في 21 فبراير.  رفعت كيم دعوى على فيفيد انترتينمنت بسبب امتلاكها الشريط، لكنها سحبت الدعوى في أبريل 2007، كان إصدار الشريط الجنسي مساهماً رئيسياً في ارتفاع وزيادة شهرة كيم كارداشيان وعائلتها.

### بداية البرنامج
اتت فكرة إنشاء سلسلة واقعية في عام 2006 عندما أبدت كريس جينر اهتمامها بالظهور في برنامج تلفزيوني مع عائلتها قائلاً: «يعتقد الجميع أن عائلتي وبناتي يمكنهم أن يصنعو الدراما في حياتهم، لكن هذا شيء شعرت أنه ليس على التفكير فيه. سيكون البرنامج طبيعيًا.» المنتج ريان سيكريست،  الذي كان لديه شركة إنتاج خاصة به في ذلك الوقت، قال انه قرر تطوير فكرة كريس جينر، بعد أن أظهر برنامج The Osbournesin القذي يتمحور حول حياة عائلة وهو برنامج واقعي وحظى بشعبية كبير، وقد استأجر ريان رجل كاميرا لزيارة منزل عائلة كارداشيان لتصويرهم في حفلة شواء يوم الأحد: وقال «لقد كان جنونًا وممتعًا فقط مثلهم»، قام لاحقًا ببدء السلسلة من خلال الفيديو الذي صوره للعائلة مع قناة E!، تم الاختيار وقررت القناة عرض السلسلة في نهاية المطاف. في أغسطس 2007، تم الإعلان عن أن عائلة كارداشيان وجينر سيظهران في برنامج واقعي لم يُعرض مثله بعد على قناة E!  ووصف بأنه «برنامج كوميدي جديد»، تم إنتاجه بواسطة Ryan Seacrest و Bunim / Murray Productions.  وتم عرض إعلان البرنامج بعد أسبوع واحد من إعلان برنامج باريس هيلتون وصديقتها نيكول ريتشي عن برنامجه الواقعي The Simple Life الذي كان على وشك الانتهاء.
عُرض لأول مرة بعنوان «مواكبة كارداشيانز»، في 14 أكتوبر 2007.  تركز سلسلة حول أفراد عائلة كارداشيان وجينر المخلوطة، كان البرنامج في بدأياته يركز علة كورتني، كيم وكلوي كونهم الأخوات الأكبر.
في السنة التالية، تم إنتاج الموسم الثالث من «مواكبة عائلة كارداشيانز» في أبريل 2012، وقعو عقد مع قناة E! صفقة لمدة ثلاث سنوات مع عائلة الكارداشيان، «مواكبة عائلة كارداشيانز» تجدد لاحقًا للموسم العاشر وتم عرضه لأول مرة في 15 مارس 2015، في فبراير 2015، تم الإعلان ان البرنامج قد تم تجديد عرضه لمدة أربع سنوات أخرى، مما يجعله واحدًا من أطول برنامج تلفزيوني واقعي في البلاد، علقت كيم كارداشيان بأن البرنامج يمكن أن يستمر لعدد غير محدد من الاجزاء قائلًا «نأمل أن يستمر البرنامج لمدة أطول»،  أصبحت السلسلة هي البرنامج الرئيسي لقناة E! و الأكثر ربحًا ومشاهدة وكان البرنامج إحدى اسباب شهرة قناة E!، ساهم نجاح السلسلة بشكل كبير في شهرة العائلة حيث انهم يحصلون على المال والنفوء من خلال البرنامج ونجاحه، حيث ان الشقيقتان كيندال وكايلي قد ظهرأ في البرنامج منذ بدايته في 2007 حيث انهم كانو في سن صغير عند ظهورهم بين 12-14 سنًا، بعد توسع شهرة العائلة أصدرت كايلي قد مكياج خاص فيها يدعى Kylie Cosmetics وهي مؤسِسة الشركة ومالكتها ولاحقًا أصبحت كيندال عارضة ازياء مشهورة ومعروفة.
في 3 أغسطس، 2017، تم الإعلان عن ذكرى مرور 10 سنوات على السلسلة.
في 24 أغسطس 2017، تم الإعلان عن توقيع العائلة على صفقة بقيمة 150 مليون دولار مع قناة E! لتجديد البرنامج الواقعي.
في 20 أغسطس، 2018، أعلنت كيم كارداشيان على تويتر أن الأسرة ستبدأ تصوير الموسم 16 في الأسبوع القادم.

### نهاية المسلسل
في 2 سبتمبر, 2020, نشرت نجمة البرنامج كيم كرداشيان على حسابها الرسمي في انستغرام بياناً اعلنت فيه عن ان الموسم العشرين الذي سيصدر في 2021, سيكون الاخير للبرنامج.

## إنتاج

### تطوير
نشأت فكرة إنشاء مسلسل واقعي في عام 2006 عندما أبدت كريس جينر اهتمامًا بالظهور في برنامج تلفزيوني مع عائلتها. علق جينر: «يعتقد الجميع أن [أطفالي] يمكن أن يخلقوا مجموعة من الدراما في حياتهم، لكن هذا شيء شعرت أنه ليس علي التفكير فيه. سيكون من الطبيعي.»  قرر المنتج Ryan Seacrest، الذي كان لديه شركة إنتاج خاصة به، تطوير الفكرة، مع وضع العرض العائلي الشهير The Osbournes في الاعتبار. لقد استأجر مصورًا لزيارة منزل عائلة كارداشيان لتصويرهم وهم يقيمون حفلة شواء يوم الأحد: «لقد كانوا جميعًا معًا - بالجنون والمرح كما هم،» وصف Seacrest العائلة بعد مشاهدة الشريط. بدأ السلسلة لاحقًا بمشاركة الشريط مع E!، وهي شبكة كابل أمريكية تتميز في الغالب بالبرامج المتعلقة بالترفيه والمسلسلات التلفزيونية الواقعية ؛ تم اختيار العرض في النهاية. في أغسطس 2007، أُعلن أن عائلتَي كارداشيان وجينر ستشاركان في برنامج واقعي لم يحمل عنوانًا بعد على E! يوصف بأنه «مسلسل كوميدي عائلي جديد غير مكتوب»، من إنتاج Ryan Seacrest وBunim / Murray Productions . جاء إعلان المسلسل بعد أسبوع من إعلان باريس هيلتون وصديقتها نيكول ريتشي عن E! كانت سلسلة The Simple Life تنتهي.

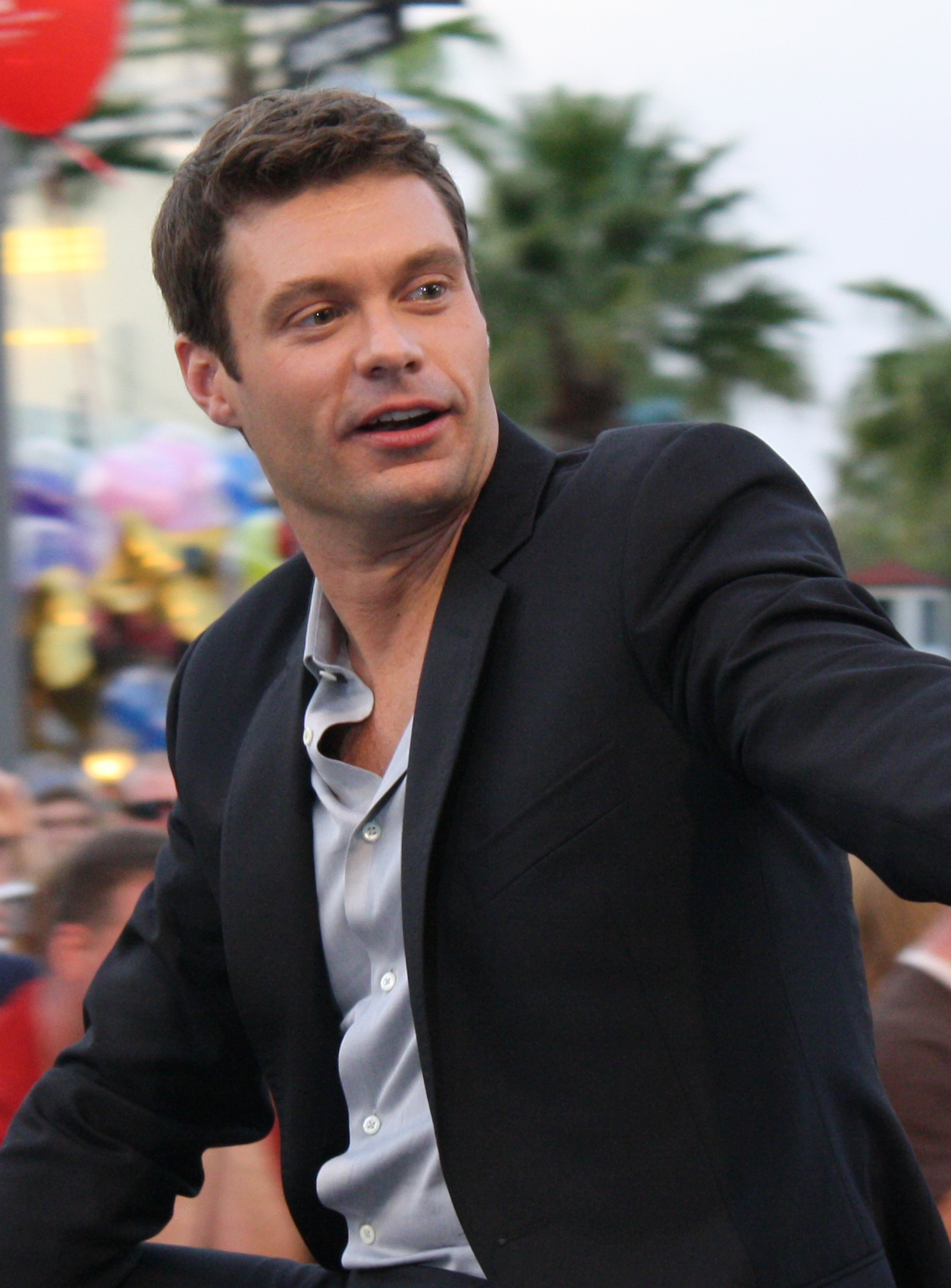
ريان سيكريست، منتج تنفيذي

العرض، بعنوان مواكبة عائلة كارداشيان، تم عرضه لأول مرة في 14 أكتوبر 2007. تدور أحداث المسلسل الواقعي حول أفراد عائلة كارداشيان جينر المختلطة، مع التركيز على الأخوات كورتني وكيم وكلوي. تحتوي معظم الحلقات على بنية متشابهة جدًا: "تعرض العائلة أسلوب حياتها المميز وربما تدخل في شجار عائلي صغير أو اثنين قبل أن تختتم الأمور في نهاية المطاف بمونولوج يعزز أهمية الأسرة"، كما لاحظت كارولين سيد من كوارتز. وصفت هارييت رايان وآدم تشورن من صحيفة لوس أنجلوس تايمز سلسلة الواقع بأنها: "نسخة هوليوود من The Brady Bunch - الجنك غير المؤذي لعائلة محبة مختلطة على خلفية من الثروة والروابط الشهيرة". وصفت كيم كارداشيان بداية تصوير العرض، "عندما بدأنا [العرض] لأول مرة، اجتمعنا معًا كعائلة وقلنا،" إذا كنا سنقدم عرض الواقع هذا، فسنكون 100 بالمائة من نحن حقا. ". وعلقت كذلك على أصالة العرض بقولها إن الشبكة "لم تقدم أبدًا أي شيء لم نوافق عليه أو نقبله".  تم تجديد المسلسل للموسم الثاني بعد شهر من عرضه الأول بسبب التقييمات العالية.  وصف Seacrest نجاح العرض: "في قلب المسلسل — على الرغم من المشاجرات والسخرية اللامتناهية — توجد عائلة تحب بعضها البعض وتدعمها حقًا [...] الديناميكيات المألوفة لهذه العائلة تجعلها مجموعة هوليوود من المؤكد أنها ستمتع . " 
في العام التالي، تم اختيار مواكبة عائلة كارداشيان للموسم الثالث. في أبريل 2012، E! وقع عقدًا مدته ثلاث سنوات مع عائلة كارداشيان أبقى المسلسل يبث خلال المواسم السابع والثامن والتاسع. تم تجديد مواكبة عائلة كارداشيان لاحقًا للموسم العاشر الذي تم عرضه لأول مرة في 15 مارس 2015. في فبراير 2015، تم الإعلان عن تجديد العرض لمدة أربع سنوات أخرى، إلى جانب سلسلة عرضية إضافية، مما يجعلها واحدة من أطول المسلسلات التلفزيونية الواقعية في البلاد.  فيما يتعلق بمستقبل البرنامج، علقت كيم كارداشيان بأن مسلسل الواقع يمكن أن يستمر لعدد غير محدد من المواسم قائلة إنها: «أتمنى أن يستمر المسلسل لأطول فترة ممكنة». أصبحت مواكبة عائلة كارداشيان، بما في ذلك سلسلتها العرضية، العرض الرائد لشبكة الكابلات والامتياز الأكثر ربحًا. «لقد غيرت وجه E!» قالت ليزا بيرغر، المنتج التنفيذي للشبكة. «كنا مكانًا للإبلاغ عن المشاهير ؛ لم نكن مكانًا للكسر وصنع المشاهير، والتي هي الآن الفكرة الكاملة لعلامة E! التجارية.»  ساهم نجاح العرض بشكل كبير في بناء «علامة كارداشيان التجارية» أو «شركة كارداشيان». كما يطلق عليه هوليوود ريبورتر . اعترف كلوي كارداشيان في عام 2011 بأن «هذه العروض عبارة عن إعلان مدته 30 دقيقة»، ردًا على اقتراح بأن المسلسل التلفزيوني يُستخدم للترويج لمتاجر البيع بالتجزئة وصفقات التأييد. 
في 3 أغسطس 2017، تم الإعلان عن عرض الذكرى السنوية العاشرة للمعرض في 24 سبتمبر 2017، بعد العرض الأول للموسم 14 من العرض.
في 24 أغسطس 2017، تم الإعلان عن توقيع العائلة صفقة بقيمة 150 مليون دولار مع E!.
في 20 أغسطس 2018، أعلنت كيم كارداشيان على تويتر أن العائلة ستبدأ تصوير الموسم السادس عشر في الأسبوع التالي.

## طاقم الممثلين
تدور أحداث المسلسل الواقعي حول أطفال كريس جينر، ويركز بشكل أساسي على الأطفال من زواجها الأول من المحامي المتوفى روبرت كارداشيان: كورتني، كيم، كلوي، وروب. أطفال كريس كيندال وكايلي من زواجها اللاحق من الرياضي الأمريكي كايتلين (بروس سابقًا) جينر ظهروا أيضًا في العرض منذ بدايته.  كما ظهر سكوت ديسك، صديق كورتني، بشكل متكرر في البرنامج منذ الموسم الأول، وكذلك في العروض العرضية.  يضم أعضاء فريق التمثيل أيضًا العديد من الأصدقاء والمعارف الآخرين لأفراد العائلة، وأبرزهم مليكة حق وجوناثان شيبان الذين انضموا إلى مواكبة عائلة كارداشيان في الموسمين الثاني والثالث على التوالي. 
ظهر معظم الآخرين المهمين لأخوات كارداشيان في مسلسل الواقع. ظهرت علاقة كيم مع لاعب كرة القدم ريجي بوش في المواسم الأولى من العرض عندما كانا يتواعدان ؛ بعد الانفصال، علق بوش على الظهور في البرنامج قائلاً إنه لم يشعر أبدًا بالراحة من أن تتبعه الكاميرات، مضيفًا: «أفعل ذلك لأنه مهم لـ [كيم]». كما تم توثيق علاقة روب بالمغنية أدريان بيلون في العرض عندما كانا يعودان من 2007 إلى 2009 ؛ على الرغم من أن بيلون اعترفت لاحقًا بأن قرار الظهور في البرنامج، والارتباط بالعائلة، أضر بمسيرتها المهنية. ظهر زوج كيم النهائي كريس همفريز لأول مرة في العرض خلال العرض الأول للموسم السادس ؛ تم تأريخ علاقتهما طوال الموسم وانتهت بحفل زفاف الزوجين الخاص "Kim's Fairytale Wedding: A Kardashian Event". لقد مروا في النهاية بطلاق تم نشره على نطاق واسع ؛ ادعى الدعاية السابق لكارداشيان في وقت لاحق أنه تم إعداد همفريز ليتم تصويره في العرض بطريقة سلبية وأن الزواج قصير العمر تم تنظيمه للكاميرات كحيلة لكسب المال. 
تزوج كلوي من لاعب كرة السلة لامار أودوم خلال العرض الأول للموسم الرابع الذي تم بثه في عام 2009. لعب لاحقًا دورًا رئيسيًا كجزء من فريق الدعم من السلسلة الرابعة، رغم أنه توقف عن الظهور بعد انهيار الزواج. عاد لاحقًا إلى العرض خلال ختام المسلسل الحادي عشر والموسم الثاني عشر اللاحق بعد انهياره. ظهر زوج كيم الحالي كاني ويست لأول مرة مواكبة عائلة كارداشيان في يوليو 2012 خلال الموسم السابع عندما بدأ مواعدة كيم. ومع ذلك، لم يستمر الغرب في الظهور في البداية. وأوضح أسباب عدم الظهور في البرنامج لاحقًا: «كما تعلمون، كان مقدار رد الفعل العنيف الذي تلقيته منه عندما قررت عدم الظهور في البرنامج بعد الآن. وليس الأمر أنني أعاني من مشكلة في العرض ؛ لدي مشكلة في مقدار رد الفعل العنيف الذي أحصل عليه». كما انتقد العرض لتصويره السينمائي واشتكى من طريقة تصوير العرض. على الرغم من ذلك، زاد West من ظهوره من الموسم الثاني عشر فصاعدًا وتولى مكانة أكثر بروزًا من الموسم السادس عشر فصاعدًا. قام خطيب روب Blac Chyna بدور متكرر طوال الموسم الثاني عشر. في الموسم الثامن، انضم أبناء كايتلين جينر براندون وبرودي جينر، وكذلك زوجة براندون في ذلك الوقت ليا، إلى فريق التمثيل في الظهور المنتظم بعد حجاب برودي في الموسم الأول وحفل زفاف كيم الخيالي. ظهر صديق Khloe، تريستان طومسون، بشكل متكرر في العرض بينما كانا معًا من الموسم 13 إلى 16.

## نظرة عامة على طاقم الممثلين
| اسم                | مواسم | مواسم | مواسم | مواسم | مواسم | مواسم | مواسم | مواسم | مواسم | مواسم | مواسم | مواسم | مواسم | مواسم | مواسم | مواسم | مواسم | مواسم | مواسم | مواسم |
| اسم                | 1     | 2     | 3     | 4     | 5     | 6     | 7     | 8     | 9     | 10    | 11    | 12    | 13    | 14    | 15    | 16    | 17    | 18    | 19    | 20    |
| ------------------ | ----- | ----- | ----- | ----- | ----- | ----- | ----- | ----- | ----- | ----- | ----- | ----- | ----- | ----- | ----- | ----- | ----- | ----- | ----- | ----- |
| كيم كارداشيان ويست | بطولة | بطولة | بطولة | بطولة | بطولة | بطولة | بطولة | بطولة | بطولة | بطولة | بطولة | بطولة | بطولة | بطولة | بطولة | بطولة | بطولة | بطولة | بطولة | بطولة |
| كورتني كارداشيان   | بطولة | بطولة | بطولة | بطولة | بطولة | بطولة | بطولة | بطولة | بطولة | بطولة | بطولة | بطولة | بطولة | بطولة | بطولة | بطولة | بطولة | بطولة | بطولة | بطولة |
| كلوي كارداشيان     | بطولة | بطولة | بطولة | بطولة | بطولة | بطولة | بطولة | بطولة | بطولة | بطولة | بطولة | بطولة | بطولة | بطولة | بطولة | بطولة | بطولة | بطولة | بطولة | بطولة |
| كريس جينر          | بطولة | بطولة | بطولة | بطولة | بطولة | بطولة | بطولة | بطولة | بطولة | بطولة | بطولة | بطولة | بطولة | بطولة | بطولة | بطولة | بطولة | بطولة | بطولة | بطولة |
| كيندال جينر        | بطولة | بطولة | بطولة | بطولة | بطولة | بطولة | بطولة | بطولة | بطولة | بطولة | بطولة | بطولة | بطولة | بطولة | بطولة | بطولة | بطولة | بطولة | بطولة | بطولة |
| كايلي جينر         | بطولة | بطولة | بطولة | بطولة | بطولة | بطولة | بطولة | بطولة | بطولة | بطولة | بطولة | بطولة | بطولة | بطولة | بطولة | بطولة | بطولة | بطولة | بطولة | بطولة |
| سكوت ديسيك         | بطولة | بطولة | بطولة | بطولة | بطولة | بطولة | بطولة | بطولة | بطولة | بطولة | بطولة | بطولة | بطولة | بطولة | بطولة | بطولة | بطولة | بطولة | بطولة | بطولة |
| روب كارداشيان      | بطولة | بطولة | بطولة | بطولة | بطولة | بطولة | بطولة | بطولة | بطولة | بطولة | بطولة | بطولة | بطولة | ―     | ―     | ضيف   | ضيف   | ضيف   | ―     | بطولة |
| كيتلين جينر        | بطولة | بطولة | بطولة | بطولة | بطولة | بطولة | بطولة | بطولة | بطولة | بطولة | بطولة | بطولة | بطولة | ―     | ―     | ―     | ―     | ―     | ―     | ―     |

أدى نجاح سلسلة الواقع إلى تطوير العديد من العروض العرضية والبرامج الأخرى ذات الصلة. في أبريل 2009، E! أعلن عن أول عرض عرضي لـ مواكبة عائلة كارداشيان بعنوان Kourtney and Khloé في ميامي، والذي تم تغيير اسمه لاحقًا إلى Kourtney وKim Take Miami . تبع المسلسل الأخوات اللائي انتقلن إلى ميامي لافتتاح متجر داش جديد. اعتبر تيد هاربرت، الرئيس والمدير التنفيذي لمجموعة Comcast Entertainment Group، أن الأخوات قادرات على التعامل مع سلسلة مستقلة خاصة بهن. «إنها صيغة بسيطة جدًا أخذناها من البرامج التلفزيونية النصية وطبقناها على برنامج واقعي. [...] هناك الكثير من عناصر المسرحية الهزلية العائلية لـ»كارداشيانز«، ونعتقد أن الفكاهة والدفء سينتقلان إلى ميامي»، أضاف هاربرت. تم عرض العرض لأول مرة في 16 أغسطس 2009، إلى درجات عالية جدًا ؛ حصدت الحلقة الأولى 2.7 مليون مشاهد، ثم أصبحت أكثر البرامج مشاهدة على الشبكة منذ عرض آنا نيكول في عام 2002. تم تجديد العرض الفرعي لاحقًا للموسم الثاني الذي تم عرضه لأول مرة في 13 يونيو 2010،  وعاد لاحقًا باسم كورتني وكيم تيك ميامي لموسم ثالث في 20 يناير 2013. بالإضافة إلى ذلك، تم إصدار سلسلة من حلقات الويب بعنوان Lord Disick: Lifestyles of a Lord بعد العرض، والتي عرضت Disick حيث أخبر المشاهدين كيف يعيشون مثل «الملك».
في أكتوبر 2010، أعلنت الشبكة عن شركة فرعية أخرى تسمى Kourtney وKim Take New York والتي اتبعت نفس تنسيق سابقتها. بدأ العرض لأول مرة في 23 يناير 2011، وتتبع الأخوات اللاتي افتتحن موقع داش في مدينة نيويورك. عاد المسلسل لموسم آخر تم عرضه لأول مرة في 27 نوفمبر من نفس العام. في يناير 2011، أصبحت Khloé & Lamar، التي ظهرت كلوي وزوجها لامار أودوم، ثالث فرع من مواكبة عائلة كارداشيان. تم عرض العرض لأول مرة في 10 أبريل 2011 واستمر موسمان. في مارس 2014، E! أعلن عن العرض الرابع بعنوان Kourtney and Khloé Take The Hamptons. تم عرض المسلسل لأول مرة في 2 نوفمبر 2014، وتبعه كورتني وكلوي الذين انتقلوا إلى هامبتونز للعمل على فتح متجر داش منبثق جديد. تم عرض المسلسل الخامس الذي يسمى Dash Dolls لأول مرة في 20 سبتمبر 2015. يروي المسلسل الواقعي الحياة اليومية لموظفي بوتيك داش في لوس أنجلوس. في يونيو 2016، أعلنت الشبكة عن عرض آخر بعنوان Rob & Chyna والذي تم عرضه لأول مرة في 11 سبتمبر من نفس العام، ويتبع علاقة Rob Kardashian وBlac Chyna أثناء استعدادهما للترحيب بطفلهما الأول. تم تجديد العرض لاحقًا للموسم الثاني. في يوليو 2017، E! أكدوا أن المسلسل قد تم تعليقه وليس في جدولهم الحالي.
كما قامت الشبكة ببث العديد من العروض التلفزيونية الخاصة التي تعرض أحداثًا عائلية مهمة. تم بث حدث تلفزيوني من جزأين بعنوان «حفل زفاف كيم الخيالي: حدث كارداشيان»، عرض حفل الزفاف بين كيم وكريس همفريز، في 9 و10 أكتوبر 2011، كجزء من الموسم السادس ؛ حقق العرض الخاص نجاحًا كبيرًا حيث بلغ إجمالي عدد المشاهدين 10.5 مليون مشاهد. بعد أيام قليلة من ظهور Caitlyn Jenner (ثم Bruce) كامرأة عابرة خلال مقابلة 20/20 مع Diane Sawyer في مايو 2015، E! بثت حلقة خاصة من جزأين حول مواكبة عائلة كارداشيان بعنوان "About Bruce"، حيث تم سرد جانب آخر من القصة يظهر أفراد العائلة الذين لم يشاركوا في المقابلة السابقة في 20/20. ظهر الجزء الأول من الحلقة الخاصة في 17 مايو 2015، وجذب 2.92 مليون مشاهد، بزيادة 40٪ عن الحلقة السابقة، بينما تم بث الجزء الثاني في اليوم التالي بنسبة مشاهدة مماثلة. تم الإعلان عن I Am Cait، وهو مسلسل وثائقي منفصل، مباشرة بعد مقابلة 20/20 . جيف أولد، رئيس قسم البرمجة في E! شبكة، قال إن المسلسل «ليس عرضًا على الإطلاق لـ Kardashian»، وأننا «لن نلجأ إلى مشهد»، في محاولة للتأكيد على تنسيقه المميز الذي يختلف تمامًا عن معظم البرامج على الشبكة، بما في ذلك Keeping Up with كارداشيانز. ظهرت السلسلة الوثائقية المكونة من ثمانية أجزاء ومدتها ساعة واحدة في 26 يوليو 2015، على E !، وركزت على كيفية تعامل جينر مع تداعيات الانتقال ؛ كما حاولت التعامل مع مختلف القضايا المتعلقة بالمثليين.  تم إلغاؤه لاحقًا بعد موسمين. في أبريل 2017، تم الإعلان عن E! أمرت حلقة عرضية من 8 حلقات حياة كايلي تدور حول كايلي جينر . تم عرضه لأول مرة في 6 أغسطس 2017.

## استقبال

### نقد
كانت مواكبة عائلة كارداشيان موضوع انتقادات مستمرة من قبل النقاد منذ إنشائها. قال بريان لوري، وهو يراجع العرض لـ Variety، إن الشبكة: «توسع عدساتها لتشمل الحضنة المزعجة بأكملها - بما في ذلك شقيقتا كيم كلوي وكورتني، موماجر كريس وزوجها بروس جينر، الذي يتميز الآن بوجود مجموعتين من العناصر غير المجدية يظهر الأطفال الأغنياء في برامج الواقع التي لا طائل من ورائها». قارنت Ginia Bellafonte من The New York Times العرض بمسلسل الواقع Gene Simmons Family Jewels وصاحبت أن: «عرض كارداشيان لا يتعلق بعائلة غريبة الأطوار تعيش بشكل تقليدي ؛ إنه يتعلق فقط ببعض النساء اليائسات اللائي يصعدن إلى هوامش الشهرة، وهذا يشعر بالكثير من الزاحف». انتقدت Laura Burrows من IGN العائلة لكونها تبحث عن نفسها أكثر من اللازم وتستخدم النظام الأساسي المعين فقط لاكتساب المزيد من الشهرة لأنفسهم. بعد ختام الموسم الثاني من المسلسل، كتب بوروز: «أولئك منا الذين يشاهدون هذا العرض [...] يريدون أن يصدقوا أن لعاهرات الانتباه هؤلاء لديهن أرواح وأنهن في الواقع سيفعلن شيئًا لإخوانهن من الرجال ولا يجني فوائد خدمتهم، لكن قيمة الموسمين من التمركز حول الذات تشير إلى عكس ذلك».
كانت روكسانا حدادي، بمراجعة مواكبة عائلة كارداشيان في صحيفة واشنطن بوست، سلبية للغاية تجاه سلسلة الواقع بسبب سخافتها، وعلقت على أن العرض: "يلتقط بشدة جميع أغبى حالات Kim and Co من أول ظهور للمسلسل "من مجرد الانغمار في الذات إلى الحقير تمامًا". كتبت أمايا ريفيرا، التي كتبت عن سلسلة Popmatters، قائلة: "في الواقع، هناك شيء مزعج بشأن تعطش عائلة كارداشيان إلى الشهرة. ولكن الأسوأ من ذلك — إنه لمن الممل تمامًا مشاهدة هذه العائلة تعيش حياتها المملة ". استعرض جون كوبيتشك، الكاتب الكبير في BuddyTV، العرض الأول للموسم الثالث من البرنامج وناقش سبب نجاح العائلة بقوله: "شهرة كارداشيان تشبه إلى حد كبير شريط موبيوس أو لوحة MC Escher ."  وصفت هارييت ريان وآدم تشورن من صحيفة لوس أنجلوس تايمز " مواكبة عائلة كارداشيان" بأنها: "نسخة هوليوود من The Brady Bunch - الجنكات العالية غير المؤذية لعائلة محبة مختلطة على خلفية من الثروة والروابط الشهيرة".  وقالت جيسيكا شسمار من صحيفة واشنطن تايمز إن هذه السلسلة: "توضح الانحلال الأخلاقي والروحي والثقافي لأمتنا". وأكدت تشاسمار على تأثيرها السلبي، مشيرة إلى أن "أمريكا قبل 50 عامًا كانت تنظر للسيدة كارداشيان بمزيج من الازدراء والشفقة، محرجة من فكرة بث أكثر اللحظات خصوصية لسيدة شابة ليراها العالم بأسره".
أكد هدف أوزين سعيدي، بمراجعة مواكبة عائلة كارداشيان لعلم النفس اليوم، على تأثير العرض قائلاً: "يصبح كارداشيان أكثر ارتباطًا كلما أصبحوا أكثر شهرة". وشكك الساعدي أيضًا في قرارهم الظهور في العرض وأضاف: "لكن إذا كانت الحياة في دائرة الضوء مرهقة جدًا وتتطلب تبريرات متعددة للطريقة التي تعيش بها حياتك وانتقادها، فربما يمكنك إخراج الكاميرات من منزلك. "  انتقد فيني مانكوسو، الذي كان يكتب لـ New York Observer، العرض وشعر: "ما يقرب من ذرة واحدة من المتعة الشاذة من هذا المسعى، ولكن بالنسبة للجزء الأكبر من هذا العرض هو البراز الممطر بنسبة 100٪."  قال David Hinckley من New York Daily News، في مراجعة للموسم العاشر، إنه "حتى عندما تفكر في أن شيئًا ما عن عائلة كارداشيان قد يكون مثيرًا للاهتمام، فإنه ليس كذلك"، مضيفًا أن "قيمة الترفيه [للعرض] تشبه قضاء 10 سنوات في رابيد سيتي، SD، أشاهد تغير إشارات المرور ". قالت إيمي أماتانجيلو من هوليوود ريبورتر إنه "بطريقة كارداشيان الحقيقية، تمكنوا من صنع كل شيء عنهم"، بعد أن خرجت كايتلين جينر كامرأة عابرة لعائلتها في برنامج "About Bruce" الخاص الذي تم بثه كجزء من الموسم العاشر. شعر أماتانجيلو أن المحادثات "بدت منظمة جدًا ومسيطر عليها للغاية"، وأشار إلى أنه "لم تكن هناك محاولة لتثقيف المشاهدين حول قضايا المتحولين جنسيًا ". ومع ذلك، كان العديد من النقاد أكثر إيجابية تجاه العرض. رحب عدد من المنشورات بالعرض باعتباره " متعة مذنبة "، بما في ذلك هافينغتون بوست، وأتلانتيك، والأسبوع.   وصف Tim Stack، الذي يكتب لـ Entertainment Weekly، مسلسل الواقع بأنه: "الشريحة الصغيرة المفضلة لدي من الإسفنج التليفزيوني الواقعي". أعرب Lauren Le Vine من Refinery29 عن تقديره لنجاح العائلة التي "حققت الحلم الأمريكي بصنع شيء من لا شيء" باستخدام المنصة المحددة. كما أقرت ليبي هيل من نادي AV بنجاح العرض وقالت: " مواكبة عائلة كارداشيان تمنحنا حياة حقيقية ومرحة وقبيحة وبغيضة ومرحة، مع كل زخارف المسرحية الهزلية المصقولة. وعلى الرغم من أن الأخيرة ربما تكون قد أطلقت إمبراطورية وسائط متعددة، فإن الأولى جعلتها أخيرة ". قامت ماورا كيلي من صحيفة الغارديان بتقييم تداعيات حفل زفاف كيم كارداشيان وكريس همفريز الفاشل، والذي تم توثيقه في مواكبة عائلة كارداشيان، وتسبب لاحقًا في غضب عام، بما في ذلك عريضة احتجاج عبر الإنترنت لإلغاء العرض. "نظرًا لأن كيم لا تبدو تمامًا نموذجًا للوعي الذاتي، أفترض أنه من المحتمل أنها صدقت حقًا أنها وهمفريز سيعيشان في سعادة دائمة"، تكهن كيلي ما إذا كان الزواج حيلة دعائية أم لا. "لكن على الأرجح، هي وE! يضحكان على طول الطريق إلى البنك  –  10.5 مليون مشاهد ضبطوا على" حفل زفاف كيم الخيالي: حدث كارداشيان "، بعد كل شيء، لخص كيلي الجدل. علق جوش دوبوف، الذي يكتب لمجلة فانيتي فير، على المدى الطويل للمسلسل قائلاً: "يكاد يكون من المستحيل القول بأن علاقتهم المستمرة، بعد 10 سنوات، هي أي شيء آخر غير مثير للإعجاب ومدهش".

### نسبة المشاهدة
لقد حققت مواكبة عائلة كارداشيان نجاحًا في تصنيفات E!  –  أصبح في الشهر الأول من سلسلة بأعلى تصنيف ائتماني بثت ليلة الأحد للبالغين 18  –  34 وكان ينظر بمقدار 1.3 مليون مجموع المشاهدين، وفقا ل نيلسن ميديا ريسيرش .   قالت ليزا بيرجر، نائبة الرئيس التنفيذي للبرمجة الأصلية وتطوير المسلسلات لـ E!: «الضجة التي تحيط بالمسلسل ضخمة، ومن الواضح أن المشاهدين وقعوا في حب عائلة كارداشيان. [...] إن قدرة Seacrest وBunim-Murray الفريدة على التقاط ديناميكيات هذه العائلة الفريدة من نوعها والأشياء الغريبة المرحة جعلت هذه السلسلة إضافة رائعة إلى تشكيلة أوقات الذروة».  استمر الموسم الثاني في النجاح وشاهده 1.6 مليون مشاهد في المتوسط، مما أدى إلى تجديد الموسم الثالث. حقق العرض الأول للموسم الرابع الذي استمر ساعتين، والذي تم بثه في 8 نوفمبر 2009، وشهد حفل زفاف كلوي ولامار أودوم، معدلات قياسية مع 3.2 مليون مشاهد. ظهر الموسم التالي لأول مرة مع ما يقرب من 4.7 مليون مشاهد، والذي احتل المرتبة الأولى في الموسم الأعلى تقييمًا من العرض، اعتبارًا من أغسطس 2015. كانت أيضًا ثاني أعلى حلقة تقييمًا من مواكبة عائلة كارداشيان، في المرتبة الثانية بعد خاتمة الموسم السابق التي حطمت الرقم القياسي مع 4.8 مليون مشاهد.
استمر العرض الأول للموسم السابع من المسلسل، الذي تم بثه في 20 مايو 2012، في وقت سابق، في تقديم تقييمات عالية جذبت ما يقرب من ثلاثة ملايين مشاهد إجماليًا تجاوز العرض الأول للموسم السابق بنسبة 16٪. أوضحت كيم كارداشيان نجاح العرض بالقول إن الناس يتابعون مشاهدة المسلسل لأنهم يستطيعون ربط أنفسهم بأفراد الأسرة ؛ في مقابلة مع مجلة V قالت: «يمكنك أن ترى أن المسلسلات التليفزيونية لم تعد تُبث على الهواء بعد الآن. أعتقد أن برامج الواقع تستحوذ على هذا النوع، لكنني أعتقد أن القرعة في عرضنا هي أننا مرتبطون.»  ظهر الموسم الثامن لأول مرة إلى 3 ملايين مشاهد، بزيادة 6٪ عن الموسم السابق، في حين انخفض العرض الأول للموسم التاسع اللاحق بنسبة 20٪.  الموسم التاسع متوسط 3.3 مليون مجموع المشاهدين وما يقرب من 2.2 مليون شخص في  –  عاما الكبار الديموغرافية، أكثر المناطق المرغوبة من قبل المعلنين. لقد كان أعلى عرض للكابلات تم تقييمه في وقته.  انتهى المسلسل باعتباره أكثر برامج الكابل المدعومة من الإعلانات الاجتماعية، واعتبارًا من مارس 2015، يعد برنامج مواكبة عائلة كارداشيان هو العرض الأكثر مشاهدة على E! شبكة الاتصال. بلغ متوسط الحلقة الأولى من الموسم العاشر 2.5 مليون مشاهد، أي أقل بقليل من العرض الأول للموسم التاسع. في عام 2016، وجدت دراسة أجرتها New York Times عن 50 برنامجًا تلفزيونيًا حصدت أكثر من إعجابات على Facebook أن مواكبة عائلة كارداشيان «يميل إلى أن يكون أكثر شيوعًا في المناطق التي تضم أعدادًا كبيرة من ذوي الأصول الأسبانية، لا سيما في الجنوب الغربي».

## جوائز و ترشيحات
على الرغم من المراجعات السلبية من النقاد، تم ترشيح برنامج مواكبة عائلة كارداشيان للعديد من الجوائز التلفزيونية وفاز بها. تلقت سلسلة الواقع ترشيحات لجائزة Teen Choice Award في Choice TV: Celebrity عرض واقعي (تلفزيون الواقع) تسع مرات متتالية بين عامي 2008 و 2016، وفازت بالجائزة في 2010 و 2013 و 2014 و 2016. حصل العرض أيضًا على جائزة اختيار الجمهور كأفضل تلفزيون مذنب في 2011. تم ترشيح الأخوات كارداشيان كجزء من فريق التمثيل لخمس جوائز، وفازوا أربع مرات ؛ تم ترشيح كيم كارداشيان لثلاث جوائز في عام 2012. في عام 2010، تلقى Kris و Caitlyn Jenner ترشيحًا لجائزة Teen Choice Award في قناة Choice TV لمرة واحدة : فئة الوحدة الأبوية .
| عام  | مؤسسة              | سلسلة                                           | المرشح (المرشحين)        |      | مصدر    |
| ---- | ------------------ | ----------------------------------------------- | ------------------------ | ---- | ------- |
| 2008 | جوائز تيين تشويس   | Choice TV: Celebrity عرض واقعي (تلفزيون الواقع) | مواكبة عائلة كارداشيان   | رُشحت | [ 105 ] |
| 2008 | جوائز تيين تشويس   | اختيار تلفزيون الواقع / نجمة متنوعة: أنثى       | كيم كارداشيان            | رُشحت | [ 105 ] |
| 2009 | جوائز تيين تشويس   | اختيار التلفزيون: عرض واقعي                     | مواكبة عائلة كارداشيان   | رُشحت | [ 106 ] |
| 2009 | جوائز تيين تشويس   | اختيار تلفزيون الواقع / نجمة متنوعة: أنثى       | كيم كارداشيان            | رُشحت | [ 106 ] |
| 2010 | جوائز تيين تشويس   | اختيار التلفزيون: عرض واقعي                     | مواكبة عائلة كارداشيان   | فازت | [ 107 ] |
| 2010 | جوائز تيين تشويس   | اختيار تلفزيون الواقع / نجمة متنوعة: أنثى       | الأخوات كارداشيان        | فازت | [ 107 ] |
| 2010 | جوائز تيين تشويس   | تلفزيون الاختيار: وحدة الوالدين                 | كريس جينير وكاتلين جينير | رُشحت | [ 107 ] |
| 2011 | جوائز تيين تشويس   | إختيار الصيف لعرض التلفزيون                     | مواكبة عائلة كارداشيان   | رُشحت | [ 108 ] |
| 2011 | جوائز تيين تشويس   | اختيار تلفزيون الواقع / نجمة متنوعة: أنثى       | الأخوات كارداشيان        | فازت | [ 108 ] |
| 2011 | جوائز بيبولز تشويس | أفضل عرض تلفزيوني (جلتي بليجر)                  | مواكبة عائلة كارداشيان   | فازت | [ 109 ] |
| 2012 | جوائز تيين تشويس   | اختيار التلفزيون: عرض واقعي                     | مواكبة عائلة كارداشيان   | رُشحت | [ 110 ] |
| 2012 | جوائز تيين تشويس   | اختيار تلفزيون الواقع / نجمة متنوعة: أنثى       | الأخوات كارداشيان        | فازت | [ 110 ] |
| 2012 | جوائز بيبولز تشويس | أفضل عرض تلفزيوني (نجم مشهور)                   | كيم كارداشيان            | فازت | [ 111 ] |
| 2013 | جوائز تيين تشويس   | اختيار التلفزيون: عرض واقعي                     | مواكبة عائلة كارداشيان   | فازت | [ 112 ] |
| 2013 | جوائز تيين تشويس   | اختيار تلفزيون الواقع / نجمة متنوعة: أنثى       | الأخوات كارداشيان        | فازت | [ 112 ] |
| 2014 | جوائز تيين تشويس   | اختيار التلفزيون: عرض واقعي                     | مواكبة عائلة كارداشيان   | فازت | [ 113 ] |
| 2014 | جوائز تيين تشويس   | اختيار تلفزيون الواقع / نجمة متنوعة: أنثى       | الأخوات كارداشيان        | رُشحت | [ 113 ] |
| 2015 | جوائز تيين تشويس   | اختيار التلفزيون: عرض واقعي                     | مواكبة عائلة كارداشيان   | رُشحت | [ 114 ] |
| 2016 | جوائز تيين تشويس   | اختيار التلفزيون: عرض واقعي                     | مواكبة عائلة كارداشيان   | فازت | [ 115 ] |
| 2017 | جوائز تيين تشويس   | اختيار التلفزيون: عرض واقعي                     | مواكبة عائلة كارداشيان   | رُشحت | [ 116 ] |
| 2018 | جوائز تيين تشويس   | إختيار تلفزيون الواقع                           | مواكبة عائلة كارداشيان   | فازت | [ 117 ] |
| 2018 | جوائز بيبولز تشويس | عرض واقعي (تلفزيون الواقع)                      | مواكبة عائلة كارداشيان   | فازت | [ 118 ] |
| 2018 | جوائز بيبولز تشويس | نجمة تلفزيون الواقع                             | كلوي كارداشيان           | فازت | [ 118 ] |
| 2019 | جوائز تيين تشويس   | إختيار تلفزيون الواقع                           | مواكبة عائلة كارداشيان   | رُشحت |         |
| 2019 | جوائز بيبولز تشويس | عرض واقعي (تلفزيون الواقع)                      | مواكبة عائلة كارداشيان   | فازت |         |
| 2019 | جوائز بيبولز تشويس | نجمة تلفزيون الواقع                             | كلوي كارداشيان           | فازت |         |
| 2020 | جوائز بيبولز تشويس | عرض واقعي (تلفزيون الواقع)                      | مواكبة عائلة كارداشيان   | فازت |         |
| 2020 | جوائز بيبولز تشويس | نجمة تلفزيون الواقع                             | كيم كارداشيان            | رُشحت |         |
| 2020 | جوائز بيبولز تشويس | نجمة تلفزيون الواقع                             | كلوي كارداشيان           | فازت |         |

## تاريخ البث
عرض فيلم مواكبة عائلة كارداشيان لأول مرة في 14 أكتوبر 2007 في الولايات المتحدة على موقع E! شبكة الكابل في 10:30/9: 30 مساءً بالتوقيت الشرقي / بت . استمر عرض مسلسل الواقع الذي تبلغ مدته نصف ساعة كل ليلة أحد في نفس الفترة الزمنية، واختتم الموسم الأول من البرنامج المكون من ثماني حلقات في 2 ديسمبر. تم عرض الموسم التالي لأول مرة في العام التالي في 9 مارس في فتحة زمنية سابقة في الساعة 10: 00/9: 00 مساءً مع حلقة متكررة يتم بثها بعد ذلك مباشرة. انتهى الموسم في 26 مايو 2008 بحلقة «Junk in the Trunk»، والتي شارك فيها أشقاء كارداشيان أكثر اللحظات التي لا تنسى في الموسم. بدأ بث الموسم الثالث في 8 مارس 2009، واختتم بحلقتين متتاليتين تم بثهما في 25 مايو. عرض الموسم التالي لأول مرة بحلقة مدتها ساعتان بعنوان «الزفاف» في 8 نوفمبر، وانتهت في 21 فبراير 2010 ؛  تم تمديد بعض الحلقات التي تم بثها طوال الموسم إلى ساعة كاملة.
بدأ بث الموسم الخامس من مواكبة عائلة كارداشيان في 22 أغسطس 2010، واختتم بحلقة أخرى من «Junk in the Trunk» في 20 ديسمبر.  بدأ الموسم السادس في 12 يونيو 2011، وانتهى ببرنامج تلفزيوني خاص بعنوان «حفل زفاف كيم الخيالي: حدث كارداشيان» الذي بث حلقتين ممتدة في 9 و10 أكتوبر. عاد العرض لاحقًا في 19 ديسمبر بحلقة «Kendall's Sweet 16».  بدءًا من الموسم السابع، والذي تم عرضه لأول مرة في 20 مايو 2012، تم تمديد مسلسل الواقع لمدة نصف ساعة إلى ساعة كاملة في فتحة زمنية جديدة 9:00 / 8: 00 مساءً. انتهى الموسم في 28 أكتوبر. بدأ عرض الموسم الثامن من المسلسل في 2 يونيو 2013 ؛ أصبح أطول موسم بـ 21 حلقة وانتهى في 1 ديسمبر. تم بث الموسمين التاسع والعاشر في 2014 و2015 على التوالي. تضمن الموسم الأخير عرضًا تلفزيونيًا خاصًا بعنوان «About Bruce» تم بثه يومي 17 و18 مايو 2015.  تم عرض الموسم الحادي عشر لأول مرة في 15 نوفمبر، بعد شهر واحد من انتهاء الموسم السابق.  بدأ الموسم الثاني عشر من العرض في 1 مايو 2016. بدأ الموسم الثالث عشر في 12 مارس 2017. بدأ الموسم السادس عشر في 31 مارس 2019.
في الولايات المتحدة، يتم بث الحلقات في شكل خاضع للرقابة مع توجيه الشتائم القوية وإلغاء الإشارات الجنسية أو إزالتها. في المملكة المتحدة، يتم بث الحلقات بدون رقابة بعد تجمعات المياه. 

## إصدارات الفيديو المنزلية وتدفقها
في أمريكا الشمالية، تم توزيع المواسم الثلاثة الأولى من سلسلة الواقع على أقراص DVD. تم إصدار الموسم الأول في 7 أكتوبر 2008 من قبل Lions Gate Entertainment التي حصلت على حقوق توزيع الترفيه المنزلي لمجموعة متنوعة من البرامج من Comcast Entertainment Group، بما في ذلك مواكبة عائلة كارداشيان. تم إصدار الموسمين الثاني والثالث من المسلسل في 10 نوفمبر 2009 و 17 أغسطس 2010 على التوالي.  في أستراليا، يتم إصدار جميع الفصول على DVD بواسطة Universal Sony Pictures . تم إصدار أحدث إضافة، والتي تشمل الموسم الحادي عشر من العرض، في 28 أبريل 2016. في المملكة المتحدة، يتم توزيع سلسلة الواقع بواسطة Universal Pictures UK . مجموعة دي في دي للموسم السابع، أحدث إضافة، صدرت في 24 يونيو 2013. تتوفر أيضًا حلقات مواكبة عائلة كارداشيان على العديد من خدمات بث الفيديو حسب الطلب، مثل Amazon Video وiTunes وGoogle Play وMicrosoft Movies & TV و  Hulu و  و Vudu،  أيضًا مثل E! خدمة البث الخاصة بالشبكة.

## وصلات خارجية
- الموقع الرسمي
- مواكبة عائلة كارداشيان على موقع IMDb (الإنجليزية)
- مواكبة عائلة كارداشيان على موقع ميتاكريتيك (الإنجليزية)
- مواكبة عائلة كارداشيان على موقع نتفليكس (الإنجليزية)
- مواكبة عائلة كارداشيان على موقع كينوبويسك (الروسية)
- مواكبة عائلة كارداشيان على موقع قاعدة بيانات الفيلم (الإنجليزية)